# Новобогдановка (Харьковская область)
Новобогдановка (укр. Новобогданівка) — село,
Дар-Надеждинский сельский совет,
Сахновщинский район,
Харьковская область.
Код КОАТУУ — 6324882006. Население по переписи 2001 года составляет 26 (13/13 м/ж) человек.

## Географическое положение
Село Новобогдановка находится на правом берегу реки Богатая,
выше по течению на расстоянии в 2 км расположено село Дар-Надежда,
ниже по течению на расстоянии в 3 км расположено село Константиновка,
на противоположном берегу — село Загаркушино.

## История
- 1920 — дата основания.

## Известные люди
- Калинич Николай Денисович (1909—1996) — Герой Советского Союза, родился 25 августа 1909 года в селе Новобогдановка.